# 密尔沃基疗法
密尔沃基疗法（英語：Milwaukee protocol）是一种治疗人類感染狂犬病的試驗治疗方法。该治疗使用化学药物使病人进入诱导昏迷状态，同時给予抗病毒药物治疗。该治疗方法由小罗德尼·威洛比（Rodney Willoughby Jr.）在成功治愈珍娜·吉西（Jeanna Giese）后进一步发展并命名。吉西是威斯康辛州的一名学生。至今为止，世界上在未接种狂犬疫苗的情况下狂犬病发病后仍然存活的人只有两名，而她是其中的第一名。

## 病史

### 感染及发病
2004年9月12日，时年15岁的圣玛丽泉高中（St. Mary Springs High School）学生吉西在她的家乡威斯康辛州冯杜拉克市的圣帕特里克教堂（St. Patrick Church）处拾到一只蝙蝠。她的左手食指被咬了一小口，她和家人决定不去看医生，只是用过氧化氢处理傷口。被咬37天后，吉西开始出現神经学症状。她被送到圣阿格尼斯医院（St. Agnes Hospital）时发热至102 °F（39 °C）、视力紊乱、说话含糊不清及左手臂痉挛。治疗不见效，并且她在其他疾病的化验中都呈阴性。当她的状况开始恶化时，她的母亲提到吉西在患病前一个月曾经被一只蝙蝠咬伤。此后她被诊断为狂犬病并转到位于沃瓦托萨市（Wauwatosa）的威斯康辛儿童医院，由威洛比医生进行治疗。该诊断之后由美国疾病控制与预防中心通过实验室测试确证。

### 诱导昏迷治疗
病史记录表明，大多数狂犬病人的死亡都是由暂时性大脑机能紊乱所导致的，而大脑本身受累较小，甚至根本没有损伤。根据这一经验，威洛比的小组设计了一种狂犬病的实验性治疗方法。吉西的父母同意在威斯康辛儿童医院进行实验性治疗。威洛比医生的目标是使吉西进入诱导昏迷状态，保护她的身体机能免受大脑的损害，以期使她能存活较长的时间，从而让她的免疫系统可以有足够的时间来产生抗体对抗病毒。吉西被给以氯胺酮（Ketamine）、咪达唑仑（midazolam） 和苯巴比妥（Phenobarbital）组成的复方药物以抑制大脑活动，并在等待她的免疫系统产生抗体以抗击病毒的过程中给以抗病毒药物：利巴韦林（Ribavirin）和金刚烷胺（amantadine）。6天后，当免疫系统的进展有明显的迹象时，吉西从昏迷中被唤醒。

### 康复
住院31天后，吉西身上所有病毒宣告清除，并解除隔离。最初有一些关于她的大脑受损的担忧，但是虽然她的大脑是受到了一定的损伤，但是疾病以及治疗似乎对她的认知能力几乎没有造成损害。她用了几个星期的时间进行康复治疗，并于2005年1月1日出院。到2005年初，她已经能自主走路及重返校園，并开始驾驶机动车。马约诊所的神经学家肯尼斯·马克（Kenneth Mack）医生这样描述她进入大学时的状况：她恢复得“非常好”，并将会继续好转。

## 理论分析
在密尔沃基疗法下吉西康复的原因仍在争议中。虽然疗法看起来是像计划的那样起效了，但是她的医生认为吉西感染的可能是狂犬病病毒中特别弱的突变型，或者是由于她被咬的地方远离大脑，令她特別强劲的免疫系统能有足够的时间来对抗病毒。当她入院时，从她体内提取不出活的病毒，而只能提取出抗体，并且那只蝙蝠也没有被收回进行测试。

## 其它尝试
其后有至少6例对发病的狂犬病患者进行类似治疗的尝试未获成功。2006年3月，德克萨斯儿童医院（Texas Children's Hospital）对狂犬病病發的16岁扎迦利·琼斯（Zachary Jones）用类似的疗法进行治疗，但并没能救活他。从2006年10月初到11月初，对10岁的香农·卡罗尔（Shannon Carroll）的治疗也未获成功。威洛比指出这些治疗并未按照特定的药物组合给药，从而违反了密尔沃基疗法的要求。
2009年2月4日，在住院约4个月后，16岁的马奇亚诺·梅内泽斯·西尔瓦（Marciano Menezes Silva）从巴西累西腓的一家医院出院。他被一只吸血蝠咬伤而患狂犬病，依照密尔沃基疗法进行了治疗。